# New Century Club (Philadelphie)

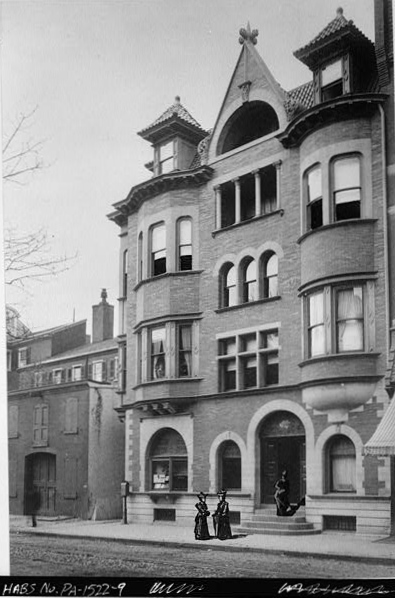
New Century Club, Philadelphie.

Le New Century Club de Philadelphie, en Pennsylvanie, a été fondé en 1877. C'était l'un des premiers clubs de femmes aux États-Unis et comprenait des femmes professionnelles ainsi que des femmes actives dans la défense des droits des femmes et le mouvement abolitionniste.

## Histoire

### Objectifs
En 1876, l'exposition universelle eut lieu à Philadelphie et comportait un pavillon des femmes, qui fut le tremplin pour la création du New Century Club en janvier 1877. En 1879, il fut constitué et l'une des neuf fondatrices était Emily Sartain.
Étant l'un des premiers clubs de femmes aux États-Unis , son objectif était de fournir un lieu de rencontre à ses membres et de promouvoir « la science, la littérature et l'art ». Le club, décrit comme un « centre de pensée et d'action parmi les femmes » dans sa constitution, proposait initialement des programmes pour aider à éduquer et aider les femmes qui travaillent et pour répondre aux activités municipales, et plus tard intervenir dans la réforme sociale. Il s'est concentré sur les questions qui touchent les femmes et les enfants – comme les lois sur le travail des enfants, l'éducation et la défense juridique – et d'autres questions civiques et culturelles. Les comités en 1894 comprenaient l'organisation des clubs, l'éducation, les études, la bibliothèque, la réception, le divertissement, la guilde des femmes qui travaillent, les intérêts publics, la protection juridique des femmes qui travaillent et la Browning Society. Bien que le club ait évité la controverse publique en minimisant l'implication dans des causes « radicales » telles que le mouvement pour le suffrage, ses membres ont été actives dans un large éventail de réformes.
Le New Century Club a été décrit dans le Philadelphia's Cultural Landscape: The Sartain Family Legacy (2000) comme étant « une des premières manifestations influentes du mouvement des clubs de femmes qui a balayé le pays au tournant du siècle. Ce mouvement a fait entrer des milliers dans des associations où elles ont rencontré d'autres femmes ambitieuses et énergiques, a permis le développement des compétences en matière d'organisation et de leadership et articulé une croyance dans le bien-être social et l'amélioration urbaine qui anticipait une grande partie des réformes sociales de l'ère progressiste. »  Il a servi de soutien aux femmes professionnelles jusqu'à ce que des organisations individuelles et professionnelles pour femmes, telles que le Plastic Club pour les artistes et le Women's Homeopathic Medical Club, soient fondées à partir des années 1890.

### Membres
Les fondatrices du club comprenaient des femmes professionnelles et des femmes actives dans la défense des droits des femmes et du mouvement abolitionniste. L'une des fondatrices était Sarah Catherine Fraley Hallowell, journaliste au Philadelphia Ledger, fut la première présidente du club. Les autres membres fondatrices étaient Elizabeth Croasdale et Emily Sartain, qui ont été directrices de la Philadelphia School of Design for Women ; l'écrivaine Eliza Sproat Turner ; la militante vétéran Mary Grew  ainsi que la médecin et plus tard doyenne du Woman's Medical College de Pennsylvanie, Clara Marshall. Turner est devenue la troisième présidente du club. Au départ, il y avait 40 membres et en 1879 le club comptait 120 membres. Il était situé sur Girard Street à Philadelphie.

### New Century Guild
En 1882, Eliza Sproat Turner et d'autres membres formèrent un comité de travailleuses nommé New Century Guild. Son objectif était de fournir une éducation et des opportunités aux femmes qui travaillent pour apprendre un métier. Peu de temps après, la Guilde est devenue une organisation distincte et, en 1892, elle avait besoin de son propre bâtiment pour soutenir les programmes et les cours. Le New Century Trust a été créé en 1893 pour faciliter le financement de son premier bâtiment.

### Emplacements
Le club a déménagé dans un endroit plus grand au 1520 Chestnut Street dans le Baker Building pour l'organisation de 400 membres et a commencé à planifier un endroit encore plus grand au 124 Twelfth Street. L'architecte Minerva Parker Nichols a conçu un club house d' architecture de la Renaissance italienne, en calcaire d'Indiana et en brique pompéienne pour un coût estimé à 80 000 $. Le bâtiment comprenait des salons, des salles de comité, une bibliothèque et un salon d'une capacité de six cents personnes. Gabrielle D. Clements a créé des peintures murales symbolisant la charité, le travail, la science et l'art. Les travaux ont été dirigés par la présidente du club, Mme Henry C. Townsend.